# Pleiston
Le terme pleuston (ou pleiston) désigne un organisme vivant qui flotte en surface et dont les déplacements passifs sont gouvernés par les courants ou les vents, comme le polype flottant du genre Velella (sous-classe des Anthoathecatae) qui est pourvu d'une voile. Le terme est formé à partir de la racine grecque pleust- qui signifie « naviguer, flotter ». La définition du pleuston ne fait pas l'unanimité.
Le terme de neuston est préférable.
Sont des exemples de pleustons certaines cyanobactéries, quelques gastéropodes, les fougères Azolla et Salvinia, ainsi que des plantes telles que la jacinthe d'eau, l'Hydrocharis, le Pistia stratiotes, le Lemna, les wolffies ou encore quelques champignons.

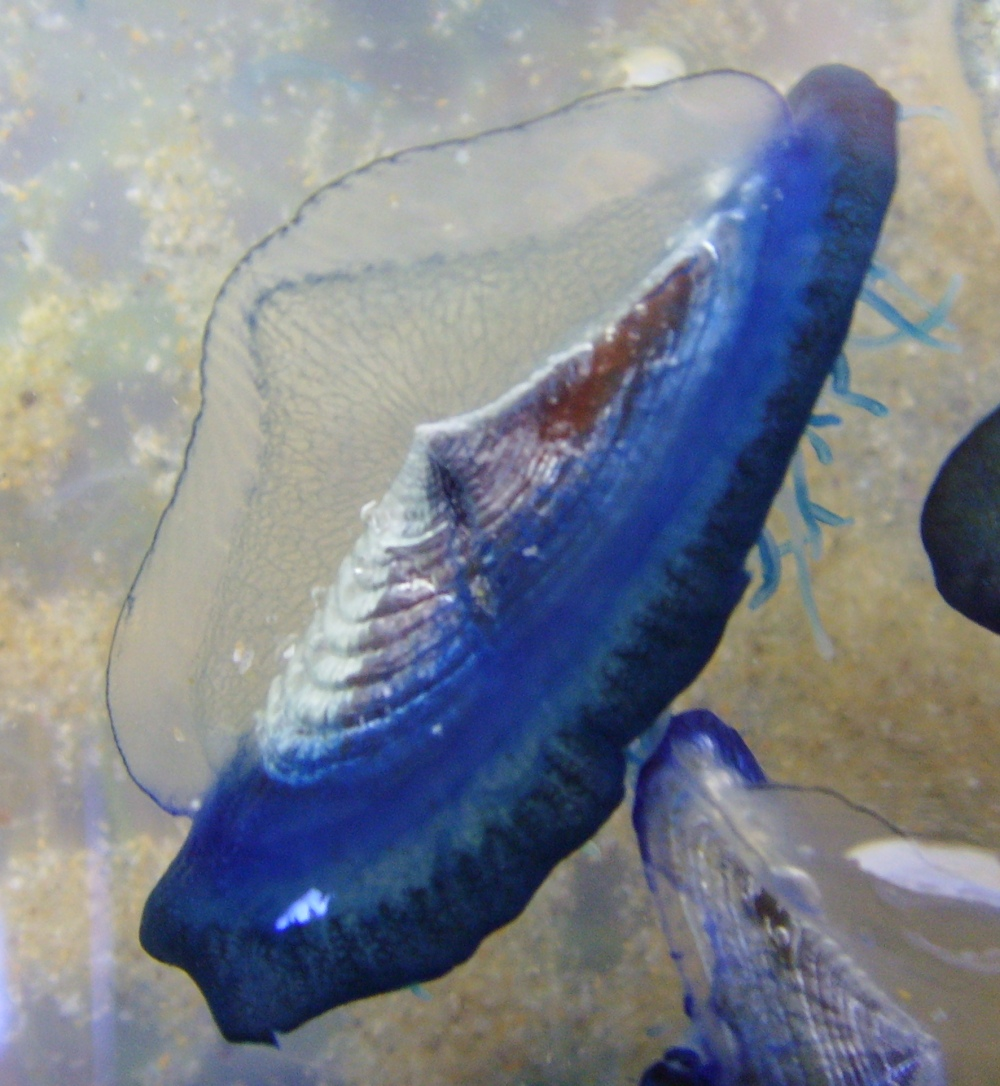
Velella velella
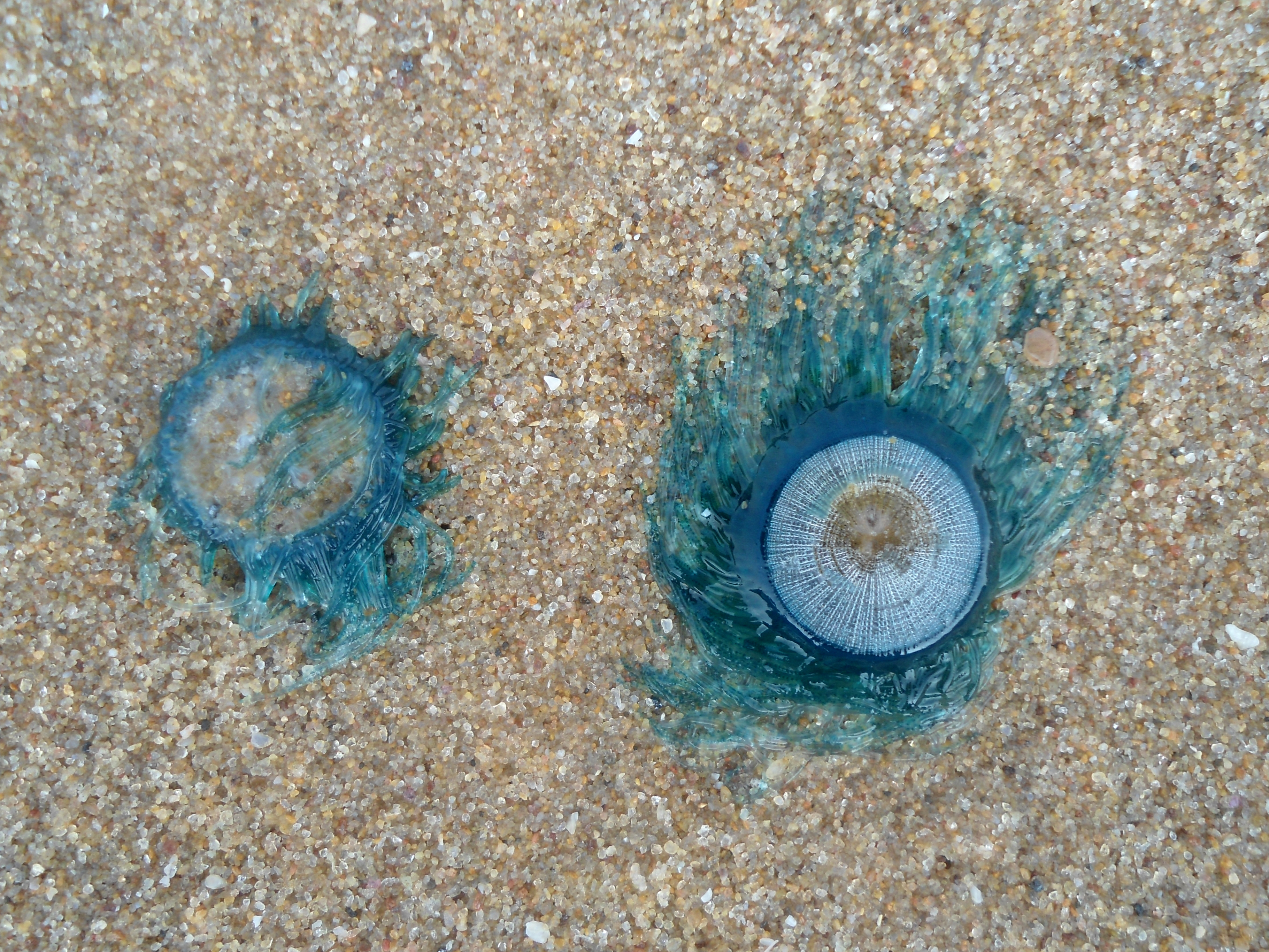
Porpita porpita
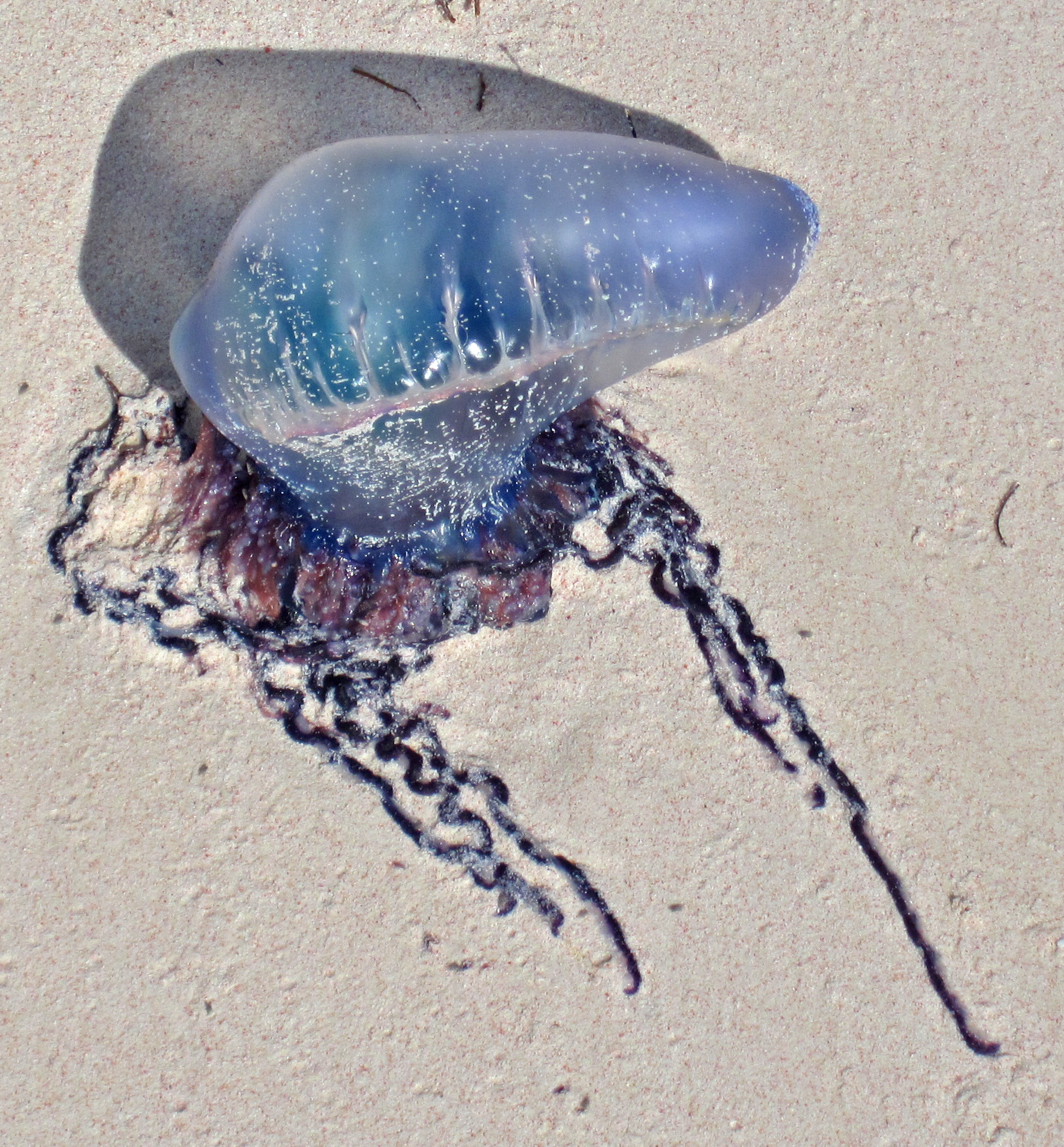
Physalia physalis
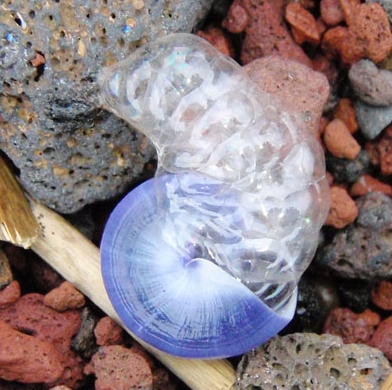
La Janthina janthina se maintient parmi les physalies grâce à ses bulles-flotteurs